# 프랑수아 다를랑
장 루이 그자비에 프랑수아 다를랑(프랑스어: Jean Louis Xavier François Darlan, 1881년 8월 7일 ~ 1942년 12월 24일)은 프랑스의 해군 제독이자 정치인이다. 제2차 세계 대전 당시 비시 프랑스 정권에서 정부수반인 국무회의 부의장(프랑스어: vice-président du Conseil)을 지냈으며 비시 정권의 주요 측근이 되었다.
프랑스 네라크 출생으로 1902년 에콜 나발(École navale)을 졸업했으며 제1차 세계 대전 당시 포병 연대를 지휘하고 1929년 해군 소장, 1932년 부제독을 거쳐 1937년 해군참모총장이 되었고 1939년 8월 해군 원수에 올랐다. 고속 승진을 거듭해 1940년 6월 프랑스가 독일에 패한 후 들어선 비시 프랑스 정부에 합류했다.
1941년 2월부터 1942년 4월까지 부총리 겸 외무장관을 지냈으며 나치 독일과의 정치적 동맹을 추진하고 북아프리카 고등판무관으로 재임하며 반대파들을 탄압했다. 1942년 11월 연합군이 횃불 작전을 개시해 북아프리카에 있는 프랑스 영토를 침입했을 때 휴전을 체결했다.
1942년 12월 24일 알제리 알제의 여름 궁전에서 레지스탕스 페르낭 보니에 드 라 사펠의 총에 맞아 암살당했다.